# آرامگاه ستی فاطمه
آرامگاه ستی فاطمه بنایی است مربوط به سدهٔ ۱۱ ه.ق و در اصفهان، خیابان آیت الله کاشانی، روبروی بیمارستان کاشانی جای گرفته است. این اثر در تاریخ ۲۲ آذر ۱۳۱۳ با شمارهٔ ثبت ۲۲۲ به‌عنوان یکی از آثار ملی ایران به ثبت رسیده است.

## تاریخچه
آرامگاه ستی فاطمه در دوران صفوی دارای اهمیت زیادی بوده، ولی در دوره حمله افغانها، بخش زیادی از آن ویران شد. در دوره فتحعلی‌شاه قاجار، بنای آن بازسازی شد. این بنای آرامگاهی در گورستان بزرگی با همین نام قرار داشته است. این گورستان یکی از مهم ترین گورستان های اصفهان بوده و محل خاکسپاری بسیاری از شاهزادگان و منصوبین دربار صفوی؛ همچنین اعضای خاندان خليفه‌سلطان از جمله شاه اسماعیل سوم و شاه احمد بوده است. بخش هایی از این گورستان در آغاز دوره پهلوی اول تخریب شد و بخش هایی دیگر، در سال های اخیر (دهه 60 تا 80 خورشیدی) نابود شده است.

## بنای آرامگاهی شاهزادگان صفوی
در ضلع جنوبی صحن بنا بقعه ای از دوره صفوی با گنبد کاشی کاری شده قرار دارد و در آن قبر فرزندان زبیده بیگم دختر شاه عباس که در سال ۱۰۴۱ هجري به دستور شاه صفی کشته شدند قرار دارد. ساختمان این بقعه در دوره شاه عباس دوم ساخته شد و داخل آن با گچ بری و نقاشی روی گچ و ازاره های مرمری تزیین شده است. همچنین کتیبه ای به خط ثلث به قلم محمدرضا امامی در سراسر بقعه قرار دارد. سال ها است که این بنای آرامگاهی ارزشمند (از نظر معماری، تزیین ها و به ویژه سنگ آرامگاه های صفوی آن)، بسیار مورد ظلم و آسیب قرار گرفته است.
جهت بازدید باز میباشد.از8صبح تا 8شب  حتی روزهای تعطیل